# Alfemminile
alfemminile è un sito web italiano dedicato al mondo delle donne. Appartiene a GEDI Gruppo Editoriale.

## Storia
Il sito web alfemminile viene lanciato nel 2000, come spin off del sito francese Aufeminin, creato nel 1999 da Anne-Sophie Pastel, Marc-Antoine Dubanton e Cyril Vermeulen.
Nel 2011 viene aperta la redazione italiana con sede a Milano.
Il 26 giugno del 2007, la fondatrice e i due associati vendono la società ad Axel Springer, una delle principali case editrici in Europa, con sede a Berlino.  Nel dicembre 2017, Groupe TF1 annuncia la sua entrata in trattative con il gruppo Axel Springer per acquisire il 78,43% del capitale del gruppo Aufeminin.
Nel 2014, seguendo aufeminin, alfemminile rimuove il ".com" dal suo nome aziendale e dal suo logo, al fine di affermare il posizionamento multipiattaforma del gruppo presente sul web, ma anche sugli altri media (mobile, tablet, video, social network e carta).
Il 1 maggio 2015 alfemminile annuncia la gestione diretta della raccolta pubblicitaria attraverso una concessionaria interna.
Nel febbraio 2015 alfemminile annuncia il lancio del progetto food TuttoGusto, declinazione italiana del sito francese di cucina Marmiton, di proprietà di Aufeminin. Nel marzo 2018 avviene l'annuncio della fusione di TuttoGusto con il sito alfemminile.
Nel gennaio 2018 alfemminile dichiara una crescita grazie al Programmatic e il lancio della DMP proprietaria.
Dal febbraio 2021 appartiene al gruppo GEDI - La Repubblica.

## Contenuto
Questo sito offre articoli e video dedicati al mondo femminile, allo scopo di fornire alle donne consigli pratici e informazioni utili in diversi ambiti, con una particolare attenzione agli argomenti di bellezza, salute e benessere, gravidanza, maternità e amore.
Le varie sezioni di cui si compone il sito sono accomunate dalla necessità di rispondere ai bisogni e le esigenze della vita di tutti i giorni delle donne, fornendo una guida e una fonte autorevole per tutto ciò che concerne il mondo femminile e le sue declinazioni.
Un ruolo importante è ricoperto dal forum associato al sito, che genera una parte consistente del traffico e che rappresenta un punto di riferimento per le donne, soprattutto in materia di gravidanza e maternità.
alfemminile è inoltre proprietario del tool Provato da Voi, che permette alle utenti registrate di testare un prodotto reso disponibile da un cliente e lasciare una recensione sul sito web.

## Controversie
Nel 2011 alfemminile è stato protagonista di uno spiacevole episodio che ha coinvolto il forum. È stata infatti sottoposta a sequestro un’area di discussione del forum "forma, salute e benessere" per la sponsorizzazione e distribuzione illecita di sostanze anoressizzanti ad azione stupefacente e dopante. Alcuni utenti, ad insaputa del gestore, avevano distribuito farmaci illeciti e sostanze dopanti per ridurre la sensazione di fame.
Il sequestro del forum è stato gestito dai carabinieri dei NAS di Roma che hanno messo sotto sequestro quasi 3 milioni di messaggi e portato all’arresto di 3 persone e alla denuncia a piede libero di altre 30.
Il giro d’affari illecito scoperto sui forum di alfemminile è stato calcolato in alcune centinaia di migliaia di euro l’anno.
alfemminile ha precisato che il giro d’affari riferito dagli organi di stampa, dell’ammontare di “alcune centinaia di migliaia di euro” è riferibile alle attività illecite intercorse sulle pagine del forum sottoposto a sequestro, e che nulla hanno a che fare con la struttura di alfemminile stesso. L’azienda si è inoltre riservata la possibilità di costituirsi parte civile nel procedimento giudiziario, al fine di vedere risarciti i danni di immagine riportati, e ha ribadito di aver collaborato attivamente con le FFOO per garantire lo svolgimento delle indagini.
In data 16 novembre 2011 alfemminile ha ricevuto notifica dell’annullamento del provvedimento di sequestro preventivo della sottosezione “Linea, salute e benessere” presente all’interno dell’area del sito dedicata al forum. La Procura di Savona ha inoltre dichiarato la totale estraneità di alfemminile ai fatti.